# Richard-Hyde Menke
Artykuł ten został zgłoszony do umieszczenia na stronie głównej w rubryce „Czy wiesz”.
Pomóż nam go sprawdzić: oceń zgłoszoną nominację.
Richard-Hyde Menke (również Khyde Menke, właśc. Richard-Hyde Lincoin Alesio Janson Chevasco Menke, ur. 9 stycznia 1985 w Nibok) – nauruański polityk, członek Parlamentu Nauru od 2019 z okręgu Meneng.

## Życiorys
Richard-Hyde Menke urodził się 9 stycznia 1985 w dystrykcie Nibok na Nauru. Pomimo nieukończenia liceum, w 2017 uzyskał dyplom Bachelor of Commerce Information Systems and Management na kampusie Laucala (Fidżi) Uniwersytecie Południowego Pacyfiku, korzystając ze stypendium ARDS wypłacanego przez Australian Aid. W 2017 został także zatrudniony przez rząd Nauru na stanowisku doradcy ds. edukacji, wcześniej pracując na stanowisku Asset Manager w nauruańskim ministerstwie edukacji.
W sierpniu 2018 był p.o. ministra edukacji w zastępstwie minister Mariyi Gaiyabu.
W wyborach parlamentarnych w sierpniu 2019 został wybrany posłem do parlamentu Nauru z okręgu Meneng, a następnie mianowany został zastępcą ministra edukacji oraz poczty przez nowo wybranego prezydenta Lionela Aingimea, dołączając tym samym do jego rządu. Uzyskał reelekcję w 2022, ponownie w Meneng, a następnie prezydent Russ Kun mianował go ministrem edukacji, sportu, poczty oraz Nauru Sports Development Incorporated.
W rekonstrukcji rządu z 1 września 2023 na jeden dzień mianowano go ministrem służb ratunkowych, spraw wewnętrznych, finansów, portów (Nauru Port Authority) oraz ministrem ds. Nauru Shipping Line. 2 września 2023 p.o. prezydenta Rennier Gadabu mianował go ministrem infrastruktury, środowiska i rolnictwa oraz zmian klimatycznych. 8 września p.o. prezydenta Martin Hunt mianował go ponownie ministrem służb ratunkowych, spraw wewnętrznych, portów, a także ministrem turystyki, ministrem do spraw Nauru Airlines oraz do spraw Nauru Shipping Line. W kolejnej rekonstrukcji 11 września 2023 p.o. prezydenta Timothy Ika mianował go ministrem sprawiedliwości, informatyki, mediów, ds. RONPHOS oraz ds. Nauru Rehabilitation Corporation. 19 września 2023 ponownie p.o. prezydenta Martin Hunt mianował go ministrem służb ratunkowych, spraw wewnętrznych, zarządzania ziemią, turystyki, ds. CENPAC, handlu i inwestycji zagranicznych. Po wyborze Davida Adeanga na stanowisko prezydenta Nauru 30 października 2023 nie wszedł w skład nowego rządu.

## Życie prywatne
Matką Richarda-Hyde Menke jest Marcellina Menke. 6 maja 2006 zaręczył się z Shockko Natalią Kakiouea (właśc. Rebekah Paulina Shockko Natalia Florin Thumbelina Mary Jane Kakiouea, ur. 25 maja 1986, obecnie Shockko Natalia Menke) pochodzącą z dystryktu Ewa, z którą ślub wziął 3 czerwca 2006. Jego żona prowadzi w Meneng firmę Amie teng. Jest protestantem. Ma trójkę dzieci: córkę Kherr-Ozaey Menke (ur. 3 listopada 2006), syna Slevena Aarona Akona Menke (ur. 28 lipca 2009) i syna Velasqueza Victora Karua Menke (ur. 9 stycznia 2013). Pochodzi z nauruańskiego plemienia Iruwa.